# Gräbergesetz
Das deutsche Gräbergesetz (GräbG), im Langtitel seit 1993 Gesetz über die Erhaltung der Gräber der Opfer von Krieg und Gewaltherrschaft, regelt die öffentliche Finanzierung und den Erhalt der im Inland gelegenen Kriegsgräberstätten.
Diese Gräber werden durch ein unbefristetes Ruherecht auf Dauer erhalten. Insoweit besteht zugunsten des Bundeslandes, in dem das Grabgrundstück liegt, eine öffentliche Last.  Die Länder haben die in ihrem Gebiet liegenden Gräber festzustellen, in Listen nachzuweisen und durch Anlegung, Instandsetzung und Pflege zu erhalten. Der Bund erstattet den Ländern die auf die Gräber für diese Maßnahmen entfallenden Aufwendungen. Für das Haushaltsjahr 2018 waren dafür Ausgaben in Höhe von 38,34 Mio. EUR veranschlagt.

## Entstehungsgeschichte

### Gesetz über die Sorge für die Kriegsgräber von 1952
Art. 225 des Friedensvertrags von Versailles sah vor, dass auch die deutsche Regierung „dafür Sorge tragen wird, dass die Grabstätten der auf ihren Gebieten beerdigten Heeres- und Marineangehörigen mit Achtung behandelt und instandgehalten werden.“ Die Fürsorge für die Kriegergräber des Ersten Weltkrieges in Deutschland wurde durch Gesetz von 1922 geregelt. Danach wurden die Gräber aller Personen, die bei ihrem Tod Angehörige des ehemaligen Deutschen Heeres und der ehemaligen Deutschen Marine gewesen und deren Überreste seit dem 1. August 1914 im Reichsgebiet  bestattet worden waren, mit öffentlichen Mitteln finanziert und dauerhaft erhalten. Das Gesetz galt außerdem für die in Deutschland bestatteten deutschen Zivilinternierten und die Angehörigen der mit dem Deutschen Reich verbündeten Mächte.
Die weitaus meisten Gräber befanden sich jedoch im Ausland, vor allem an den Hauptkriegsschauplätzen der Westfront in Frankreich und Belgien. Zur Pflege dieser Gräber hatte sich der im Jahre 1919 auf private Initiative gegründete Volksbund Deutsche Kriegsgräberfürsorge bereit erklärt.
Die Neuordnung des Staatswesens in der Bundesrepublik Deutschland nach dem Zweiten Weltkrieg durch das Grundgesetz von 1949 machten auch eine Neuregelung der Kriegsgräberfürsorge erforderlich. Die Gesetzgebungszuständigkeit für den Bund ergab sich aus Art. 74 Abs. 1 Nr. 10 GG, die Verwaltungskompetenz liegt dagegen bei den Ländern (Art. 83 GG). Der Bund erstattet den Ländern gem. Art. 120 die Kosten als Kriegsfolgelast.
Mit dem Gesetz über die Sorge für die Kriegsgräber (Kriegsgräbergesetz) vom 27. Mai 1952 wurde daher das Gesetz von 1922 aufgehoben und durch eine Neuregelung für die Gräber von Opfern des Zweiten Weltkriegs ersetzt. Der Anwendungsbereich wurde insbesondere auf zivile Opfer des  Bombenkriegs erweitert.
Die Gräber der deutschen Kriegstoten im westlichen Ausland werden seit 1954 im Auftrag der Bundesregierung durch den Volksbund Deutsche Kriegsgräberfürsorge erfasst, erhalten und gepflegt, seit Ende des Kalten Krieges auch jene in Mittel- und Osteuropa.

### Gesetz über die Erhaltung der Gräber der Opfer von Krieg und Gewaltherrschaft  von 1993
Nach der Deutschen Wiedervereinigung bedurfte es einer Regelung, die sich auf das Beitrittsgebiet erstreckt.
Das Gesetz über die Erhaltung der Gräber der Opfer von Krieg und Gewaltherrschaft trat am 1. Januar 1993 auch in den Neuen Ländern in Kraft, nachdem es um die Kategorie der Opfer des kommunistischen Regimes in der Sowjetischen Besatzungszone und der früheren DDR erweitert worden war.
Stand nach dem Ersten Weltkrieg noch die Ehrung der Gefallenen im Vordergrund, wurde nach dem Zweiten Weltkrieg in Deutschland das erlittene Leid aller Kriegsopfer betont. § 1 Abs. 1 des Gräbergesetzes von 1993 erfasste alle „Gräber der Opfer von Krieg und Gewaltherrschaft.“ Ebenso hat sich die Bedeutung des Volkstrauertags von einem „Heldengedenktag“ in der Zeit des Nationalsozialismus zu einem Gedenktag für alle Opfer von Krieg und Gewaltherrschaft gewandelt.
Gem. § 1 Abs. 1 dient das Gräbergesetz „dazu, der Opfer von Krieg und Gewaltherrschaft in besonderer Weise zu gedenken und für zukünftige Generationen die Erinnerung daran wach zu halten, welche schrecklichen Folgen Krieg und Gewaltherrschaft haben.“
Der Bund hat gem. Art. 84 Abs. 2 GG eine allgemeine Verwaltungsvorschrift erlassen, die neben der Gestaltung der Gräber auch deren Finanzierung näher bestimmt.

## Anwendungsbereich

### Gesetzeswortlaut

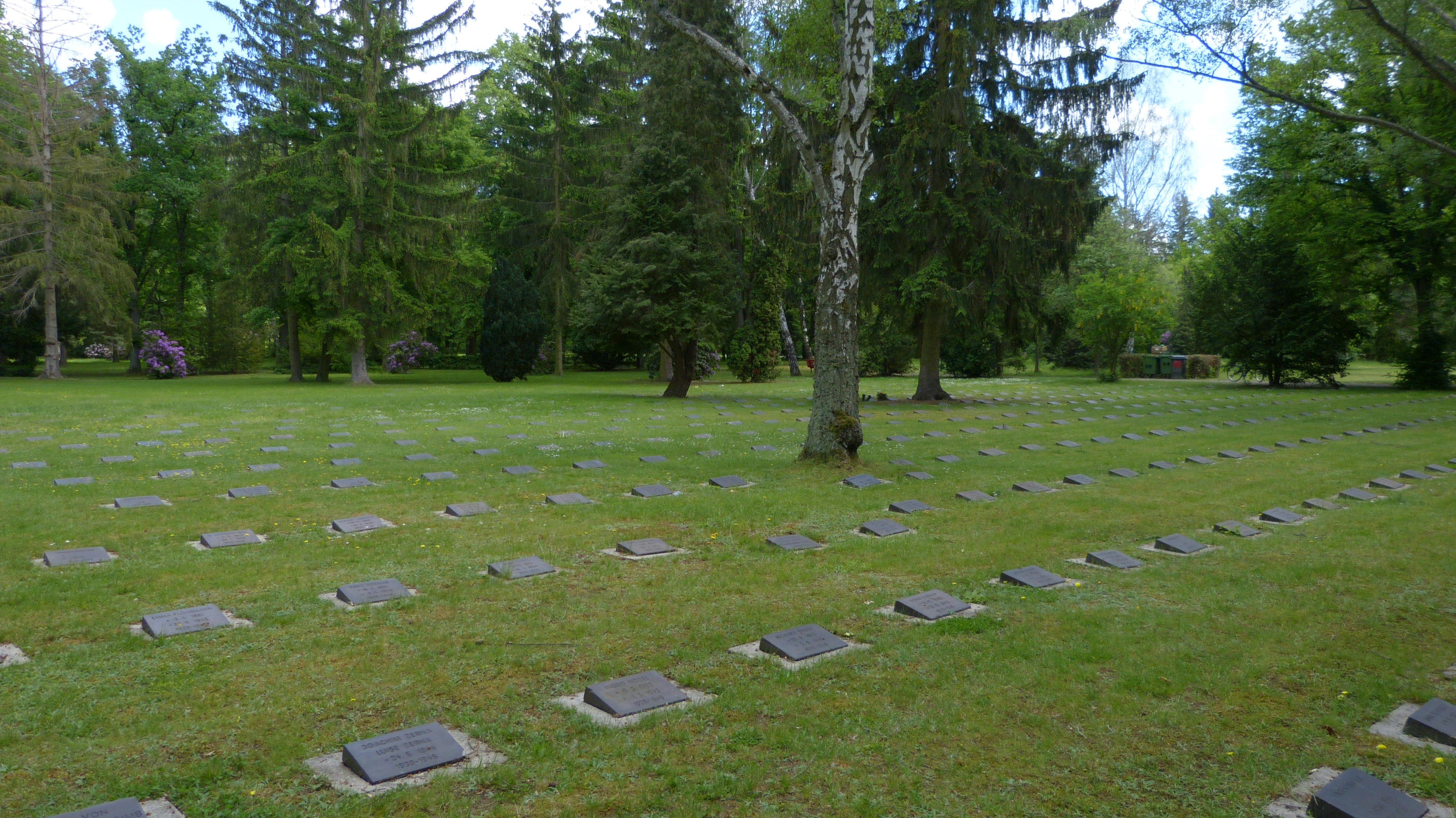
Begräbnisstätte auf dem Parkfriedhof Lichterfelde

Gräber der Opfer von Krieg und Gewaltherrschaft sind gem. § 1 Abs. 2 GräbG im Inland liegende Gräber von
1. Personen nach § 5 des Gesetzes über die Erhaltung der Kriegergräber aus dem Weltkrieg vom 29. Dezember 1922[16] (im Reichsgebiet bestattete in- und ausländische Heeres- und Marineangehörige sowie Zivilinternierte)
2. Personen, die in der Zeit vom 26. August 1939 bis 31. März 1952 während ihres militärischen oder militärähnlichen Dienstes gefallen oder tödlich verunglückt oder an den Folgen der in diesen Diensten erlittenen Gesundheitsschädigungen gestorben sind, ferner Gräber von Personen, die während der Kriegsgefangenschaft oder an deren Folgen bis 31. März 1952 oder innerhalb eines Jahres nach Beendigung der Kriegsgefangenschaft gestorben sind,
3. Zivilpersonen, die in der Zeit vom 1. September 1939 bis 31. März 1952 durch unmittelbare Kriegseinwirkung zu Tode gekommen oder an den Folgen der durch unmittelbare Kriegseinwirkungen erlittenen Gesundheitsschädigungen gestorben sind (Opfer alliierter Luftangriffe),
4. Personen, die als Opfer nationalsozialistischer Gewaltmaßnahmen seit dem 30. Januar 1933 ums Leben gekommen sind oder an deren Folgen bis 31. März 1952 gestorben sind, beispielsweise die Opfer des Porajmos[17]
5. Personen, die auf Grund von rechtsstaatswidrigen Maßnahmen als Opfer des kommunistischen Regimes ums Leben gekommen sind oder Gesundheitsschäden erlitten haben, an deren Folgen sie innerhalb eines Jahres nach Beendigung dieser Maßnahmen gestorben sind,
6. Vertriebenen nach § 1 des Bundesvertriebenengesetzes, die in der Zeit seit 1. September 1939 während der Umsiedlung bis 8. Mai 1945 oder während der Vertreibung oder der Flucht bis 31. März 1952 gestorben sind,
7. Deutschen, die in der Zeit seit 1. September 1939 verschleppt wurden und während der Verschleppung oder innerhalb eines Jahres nach ihrer Beendigung an den Folgen der dabei erlittenen Gesundheitsschädigungen gestorben sind,
8. Personen, die in der Zeit vom 1. September 1939 bis 8. Mai 1945 in Internierungslagern unter deutscher Verwaltung gestorben sind,
9. Personen, die in der Zeit vom 1. September 1939 bis 8. Mai 1945 zur Leistung von Arbeiten in das Gebiet des Deutschen Reichs verschleppt oder in diesem Gebiet gegen ihren Willen festgehalten worden waren und während dieser Zeit gestorben sind (NS-Zwangsarbeiter),
10. einer anerkannten internationalen Flüchtlingsorganisation in Sammellagern betreuten Ausländer, die dort oder nach ihrer Überführung in eine Krankenanstalt in der Zeit vom 9. Mai 1945 bis 30. Juni 1950 gestorben sind. Ist die Verwaltung des Sammellagers nach dem 1. Juli 1950 in die Zuständigkeit deutscher Stellen übergegangen, tritt der Tag vor der Übernahme in deutsche Verwaltung an Stelle des 30. Juni 1950.

Das Gräbergesetz ist nicht anwendbar auf Einzel- oder Familiengräber außerhalb geschlossener Begräbnisstätten, die von Angehörigen des Verstorbenen oder Dritten privat gepflegt werden (§ 16 GräbG).

### Gräber von NS-Verbrechern
Nach Ansicht der Bundesregierung fallen unter § 1 Abs. 2 Nr. 2 GräbG die Gräber von Personen, die in der Zeit vom 26. August 1939 bis 31. März 1952 gefallen, tödlich verunglückt oder an Kriegsfolgen gestorben sind, auch wenn sich die Person mutmaßlich oder erwiesenermaßen schwerer Kriegsverbrechen und Verbrechen gegen die Menschlichkeit schuldig gemacht hat. Der Erhalt und die Pflege dieser Gräber sei gleichermaßen geeignet, „die Erinnerung an die Gräuel des Zweiten Weltkriegs und ihre Täter ebenso wie die schrecklichen Folgen, die Krieg und Gewaltherrschaft haben, wachzuhalten.“ Wegen ihres „gewaltsamen und häufig viel zu frühen Todes“, sei es durch Suizid bei Kriegsende, sei es durch Hinrichtung nach einem NS-Prozess in der Nachkriegszeit, seien auch sie mittlerweile historische Zeitzeugnisse und ihr Tod zumindest eine mittelbare Kriegsfolge.
Entgegen der Ansicht der Bundesregierung, der Anwendungsbereich des Gräbergesetzes schließe NS-Täter nicht aus, sind die Wissenschaftlichen Dienste des Deutschen Bundestages der Meinung, der Zweck des Gräbergesetzes gelte primär dem Gedenken an die Opfer von Krieg und Gewaltherrschaft. Mit dieser interpretatorischen Engführung des Gesetzeszwecks lasse sich der Ausschluss von Gräbern von nachweislichen Kriegsverbrechern aus dem Anwendungsbereich des Gräbergesetzes durchaus begründen.
Nach Angaben des Volksbund Deutsche Kriegsgräberfürsorge ist es technisch nicht machbar und auch schwer zu begründen, die Pflege bestimmter Gräber auszuschließen:

„Wir wissen, dass ca. 10 % der Toten, die auf Kriegsgräberstätten bestattet sind, SS-Einheiten angehören. Was wissen wir über sie und über die anderen 90 %? Vieles erfahren wir nur im Einzelfall. 10 % der Toten aus SS-Verbänden generell von den Kriegsgräberstätten zu entfernen, ist neben der technischen Machbarkeit nach 75 Jahren auch inhaltlich schwer zu begründen. Unser Weg ist es daher, über ihre und andere Biographien zu berichten und ein Bewusstsein für die Folgen von überzogenem Nationalismus, von Krieg und Gewalt zu schaffen.“

Generalfeldmarschall Walter Model wurde nach seinem Suizid am 21. April 1945 auf dem Soldatenfriedhof in Vossenack bestattet. Die Grabpflege erfolgt nach dem Gräbergesetz in fiskalischer Verantwortung des Bundes durch das Land Nordrhein-Westfalen. Auch das Grabmal Albert Sauers, Schutzhaftlagerführer des KZ Sachsenhausen und Kommandant des Konzentrationslagers Mauthausen, wird auf der Kriegsgräberstätte in Falkensee gepflegt.
2014 wurde das Grab von Herbert Linden, einem der Verantwortlichen der Krankenmorde in der Zeit des Nationalsozialismus, auf dem Waldfriedhof Zehlendorf dagegen aufgelöst. Auch das Grab des im Jahr 1940 eines natürlichen Todes gestorbenen NSDAP-Mitglieds und KZ-Kommandanten Hermann Baranowski auf der Kriegsgräberstätte Hamburg-Ohlsdorf wurde nach Bekanntwerden seiner NS-Vergangenheit und öffentlichen Protesten im Januar 2021 beseitigt.
Im Dezember 2019 hatte die Bundesregierung angekündigt, „bei dem nächsten Treffen des Bundes mit den Ländern im März 2020 über das Thema der Grabpflege auch für Gräber von Kriegsverbrechern zu sprechen.“ Im November 2020 forderte die Fraktion Die Linke im Bundestag die Bundesregierung in einem Entschließungsantrag auf, die öffentlich finanzierte Grabpflege für KZ-Kommandanten und andere NS-Verbrecher zu beenden. Das Thema wurde in der Bund-Länder-Besprechung vom 21. November 2021 erörtert. Demnach seien die 
Kriegsgräberstätten im Inland nicht in Bezug auf eine Zugehörigkeit der zu einer NS-Organisation gekennzeichnet. Bund und Länder bewerten die Möglichkeit, das Grab eines dort bestatteten Menschen, dem Verbrechen unter dem Nationalsozialismus nachgewiesen werden können, zu einem möglichen Lernort zu gestalten, zurückhaltend. Sie verweisen auf den Aspekt, dass hieraus eine erhöhte Aufmerksamkeit hervorgerufen werden könnte auch durch Publikum aus dem revisionistischen Spektrum. Die vom Bund und den Ländern zu Verbrechen im Nationalsozialismus geförderte Gedenkstättenarbeit sei besser geeignet für die Wissensbildung und Sensibilisierung.

## Erstattungspflichtige Aufwendungen

### Ruherechtsentschädigung
Grundstücke, die dem  Gräbergesetz unterfallen, sind mit einem dauernden Ruherecht der dort bestatteten Opfer von Krieg und Gewaltherrschaft belastet (§ 2 GräbG). Die Eigentümer (Gemeinden oder Kirchen) können sie daher nicht für gebührenpflichtige zivile Grabstätten nutzen und nach Ablauf der Ruhefrist neu belegen.
Die Vermögensnachteile, die durch die Kriegsgräber bedingt sind, rechnen zu den Kriegsfolgelasten und sind deshalb grundsätzlich von der Allgemeinheit zu tragen. Sie dürfen nicht im Wege der Gebührenerhöhung auf die Friedhofsbenutzer abgewälzt werden.
Die Entschädigung ist nach dem Wert der durch die Belegung mit Gräbern geminderten oder entgangenen Nutzung zu bemessen, wobei Zustand und Nutzungsart des Grundstücks (Wahl- oder Reihengrab) zur Zeit der Belegung maßgebend sind (§ 3 Abs. 3 GräbG, § 4 GräbVwV). Als Bemessungsgrundlage für die Minderung des Nutzungswertes eines Friedhofsgrundstückes ist daher die Grabgebühr heranzuziehen, die der Friedhofsträger nach seiner Friedhofs-(Gebühren-)Ordnung für die Nutzung einer Grabstelle erhebt.

### Weitere Aufwendungen
Die Aufwendungen der Länder für die Anlegung, Instandsetzung und Pflege (§ 5 Abs. 3 GräbG), die Verlegung in ein Sammelgrab in einer geschlossenen Begräbnisstelle (§ 6 GräbG) und die Aufwendungen für die Identifizierung namentlich unbekannter Toter (§ 8 GräbG) werden durch Rechtsverordnung des Bundesministeriums für Familie, Senioren, Frauen und Jugend pauschal festgesetzt (§ 10 Abs. 4 GräbG). Die höchste Pauschale erhielt in den Haushaltsjahren 2019 und 2020 jeweils das Land Nordrhein-Westfalen mit 5 404 945 Euro, die geringste das Land Bremen mit 95 750 Euro.

### Verfahren
Das Bundesverwaltungsamt stellt aufgrund der von den zuständigen Landesbehörden einzureichenden Ausgabennachweise die nach § 10 Abs. 1 GräbG vom Bund zu tragenden Aufwendungen fest und weist den Betrag zur Zahlung an die Länder an (§ 7 GräbVwV).